# (14969) Willacather
(14969) Willacather es un asteroide perteneciente al cinturón de asteroides descubierto el 28 de agosto de 1997 por Robert Linderholm desde el Observatorio Lime Creek.

## Designación y nombre
Willacather se designó al principio como 1997 QC1. Se llama así  por la novelista y ganadora del premio Pulitzer, Willa Cather (1873-1947). Nacida en Virginia, se mudó a Nebraska en 1883. Su vida temprana en la pradera y su simpatía por los pioneros inmigrantes influyeron en sus años de madurez y se muestran en sus novelas más conocidas, Mi Ántonia y La muerte llama al arzobispo.

## Características orbitales
Willacather orbita a una distancia media de 2,286 ua del Sol, pudiendo alejarse hasta 2,609 ua y acercarse hasta 1,9653 ua. Tiene una excentricidad de 0,141 y una inclinación orbital de 3,417 grados. Emplea en completar una órbita alrededor del Sol 1262,77 días.

## Características físicas
La magnitud absoluta de Willacather es 14,76. Tiene 3,263 km de diámetro y su albedo se estima en 0,199.